# Stazione di Hogupo
La stazione di Hogupo (호구포, 虎口浦, Hogupo-yeok) è una stazione ferroviaria della città sudcoreana di Incheon, situata nel quartiere di Namdong-gu. La stazione è servita dalla linea Suin gestita da Korail.

## Linee e servizi
Korail
■ Linea Suin  (Codice: K255)

## Binari
La stazione possiede due marciapiedi laterali con due binari passanti in su viadotto. I marciapiedi sono collegati al fabbricato viaggiatori situato al piano inferiore con scale fisse, mobili e ascensori.

### Schema binari
| 1 | ■ Linea Suin | per Woninjae, Songdo e Incheon |
| 2 | ■ Linea Suin | per Darwol e Oido              |

## Stazioni adiacenti
| «                     | Servizio   | »                      |
| Linea Suin            | Linea Suin | Linea Suin             |
| --------------------- | ---------- | ---------------------- |
| K254 Incheon Nonhyeon | Locale     | Namdong Induspark K256 |